# 阿斯托利亞號重巡洋艦
阿斯托利亞號重巡洋艦是紐奧良級重巡洋艦的姊妹艦，在1934年下水，在珊瑚海海戰中護衛約克鎮號航空母艦，最後在薩沃島海戰中被引爆彈藥庫沉沒。